# Caloptilia acericolella
Caloptilia acericolella là một loài bướm đêm thuộc họ Gracillariidae. Nó được tìm thấy ở Kazakhstan.
Ấu trùng ăn Acer semenovii. Chúng có thể ăn lá nơi chúng làm tổ.